# Números tonals
Números tonals són xifres usades com a grafies per indicar els tons en la transcripció d'una llengua. En la romanització, els números es col·loquen normalment després d'una síl·laba. Els números tonals s'estableixen per a cada llengua particular, de manera que els d'una llengua no es corresponen amb els d'una altra.
Hi ha altres maneres d'indicar el to en la romanització, com són l'ús de diacrítics, lletres de to, i canvis ortogràfics a les consonants o a les vocals. Per exemple, en mandarí, la síl·laba 馬 (que té un to descendent-ascendent) es representa en la romanització Wade-Giles com ma3, amb un número de to; en Hanyu Pinyin com a mǎ, amb un diacrític; i en Gwoyeu Romatzyh com a maa, amb un canvi en la vocal.

## En xinès
En la tradició xinesa, s'han assignat números, diacritics, i noms als quatre tons històrics del xinès (alt, ascendent, descendent-ascendent, i descendent), que es troben en tots els dialectes xinesos, cosa que reflecteix el desenvolupament del to diacrònicament. En l'etapa més tardana del xinès de mitjà, consonants sonores (com b-, d-, g-, z-) va començar a fusionar-se amb les sordes (p-, t-, k-, s-) i la distinció de sonoritat es va substituir per la distinció de to agut-greu (yin, i yang). És també comú de numerar els tons d'un dialecte particular independentment dels altres. Per exemple, el xinès Estàndard té quatre–cinc tons i els dígits 1–5 o 0–4 és assignat a ells; Cantonese té 6–9 tons, i els dígits de 0 o 1 a 6 o 9 és assignat a ells. En aquest cas, Mandarin to 4 té res per fer amb Cantonese to 4, mentre pot ser vist per comparar els gràfics de to de Xinès Estàndard (Mandarin), Cantonese, i taiwanès Hokkien.
| Mandarí          |            |                |               |               |                   |                   |                 |                  |                |                   |
| número tonal     | 1          | 2              | 3             | 4             | 5 o 0             |                   |                 |                  |                |                   |
| Nom del to       | Nivell Yin | nivell Yang    | Augmentant    | Sortint       | Neutre            |                   |                 |                  |                |                   |
| Caràcter del to  | ˥          | ˧˥             | ˨˩˦           | ˥˩            | Depén del context |                   |                 |                  |                |                   |
| Cantonès         |            |                |               |               |                   |                   |                 |                  |                |                   |
| número tonal     | 1          | 2              | 3             | 4             | 5                 | 6                 | 7 (1)           | 8 (3)            | 9 (6)          |                   |
| Nom del to       | Nivell Yin | Yin Ascendent  | Yin sortint   | Nivell Yang   | Yang ascendent    | Yang sortint      | Yin entrant alt | Yin entrant baix | Yang entrant   |                   |
| Caràcter del to  | ˥, ˥˧      | ˧˥             | ˧             | ˨˩, ˩         | ˩˧                | ˨                 | ˥               | ˧                | ˨              |                   |
| Min Nan (閩南語) |            |                |               |               |                   |                   |                 |                  |                |                   |
| número tonal     | 1          | 2              | 3             | 4             | 5                 | 6                 | 7               | 8                | 9              | 0                 |
| Nom del to       | Yin Nivell | Yin Augmentant | Yin departing | Yin Entrant a | Yang nivell       | Yang que augmenta | Yang departing  | Yang que entra a | Alt augmentant | Neutre            |
| Caràcter del to  | ˥          | ˥˩             | ˧˩            | ˧             | ˨˦                | ˨                 | ˧               | ˥                | ˧˥             | Depén del context |

Nota: Les regles del sandhi tonal i de la síl·laba àtona del mandarí no es mostren aquí per simplificar.
Per millorar el reconeixement i l'aprenentatge, el color també s'ha associat als tons. Tot i que no hi ha normes formals, l'estàndard de facto ha estat utilitzar vermell (to 1), taronja (to 2), verd (to 3), blau (to 4) i negre (to 5). Aquesta paleta de colors s'ha implementat en eines de traducció i diccionaris en línia.
Tot i que aquests números no serveixen per a estudis comparatius, són útils per a estudis dialectals descriptius :
- En mandarí, el número "u", originalment en el to 1, es pronuncia en el to 4 si el segueix un classificador en el to 1, 2 o 3. Es pronuncia en el to 2 si el classificador té el to 4.
- El sandhi tonal del taiwanès sandhi, el to 1 es pronuncia com el to 7 si va seguit d'una altra síl·laba en una paraula polisíl·laba.

Algunes estratègies de romanització, com el Jyutping, utilitzen números tonals. Fins i tot en el pinyin, s'utilitzen els números tonals quan no és possible fer servir els diacrítics, com en el text bàsic ASCII.